# Linia kolejowa nr 973
Linia kolejowa nr 973 – jednotorowa, niezelektryfikowana linia kolejowa znaczenia miejscowego, łącząca stację Bolesławiec z bocznicą szlakową Wizów Zakłady Chemiczne.
| kilometraż | kilometraż | pociągi pasażerskie                                 | autobusy szynowe i EZT                              | pociągi towarowe                                    |
| od         | do         | Tor nieparzysty (kierunek: Wizów Zakłady Chemiczne) | Tor nieparzysty (kierunek: Wizów Zakłady Chemiczne) | Tor nieparzysty (kierunek: Wizów Zakłady Chemiczne) |
| -0,470     | 1,289      | 20                                                  | 20                                                  | 20                                                  |
| 1,289      | 3,354      | 0                                                   | 0                                                   | 0                                                   |
| 3,354      | 5,085      | 20                                                  | 20                                                  | 20                                                  |